# Henderson megye (Észak-Karolina)
Henderson megye az Amerikai Egyesült Államokban, azon belül Észak-Karolina államban található. Megyeszékhelye Hendersonville, mely egyben a legnagyobb városa is. Lakosainak száma 116 281 fő (2020. április 1.). Henderson megye Buncombe, Rutherford, Polk, Greenville, Transylvania és Haywood megyékkel határos.

## Népesség
A megye népességének változása:
| Lakosok száma | 106 941 | 107 522 | 108 097 | 109 540 | 112 655 | 116 281 |
|               | 2010    | 2011    | 2012    | 2013    | 2015    | 2020    |